# Arthur Capell, 1. hrabě z Essexu
Arthur Capell, 1. hrabě z Essexu (uváděn též jako Capel) (Arthur Capell, 1st Earl of Essex, 1st Viscount Maldon, 2nd Baron Capell of Hadham) (1631/1632 – 13. července 1683, Londýn, Anglie) byl anglický šlechtic a státník druhé poloviny 17. století. Patřil k významným osobnostem období restaurace Stuartovců, v roce 1661 byl povýšen na hraběte z Essexu a uplatnil se ve vysokých státních úřadech. V letech 1672–1677 byl místokrálem v Irsku a v roce 1679 krátce zastával funkci prvního ministra v Anglii (First Lord of the Treasury). Nakonec přešel do opozice a jako účastník spiknutí proti králi byl v roce 1683 uvězněn v Toweru, kde krátce poté spáchal sebevraždu.

## Životopis

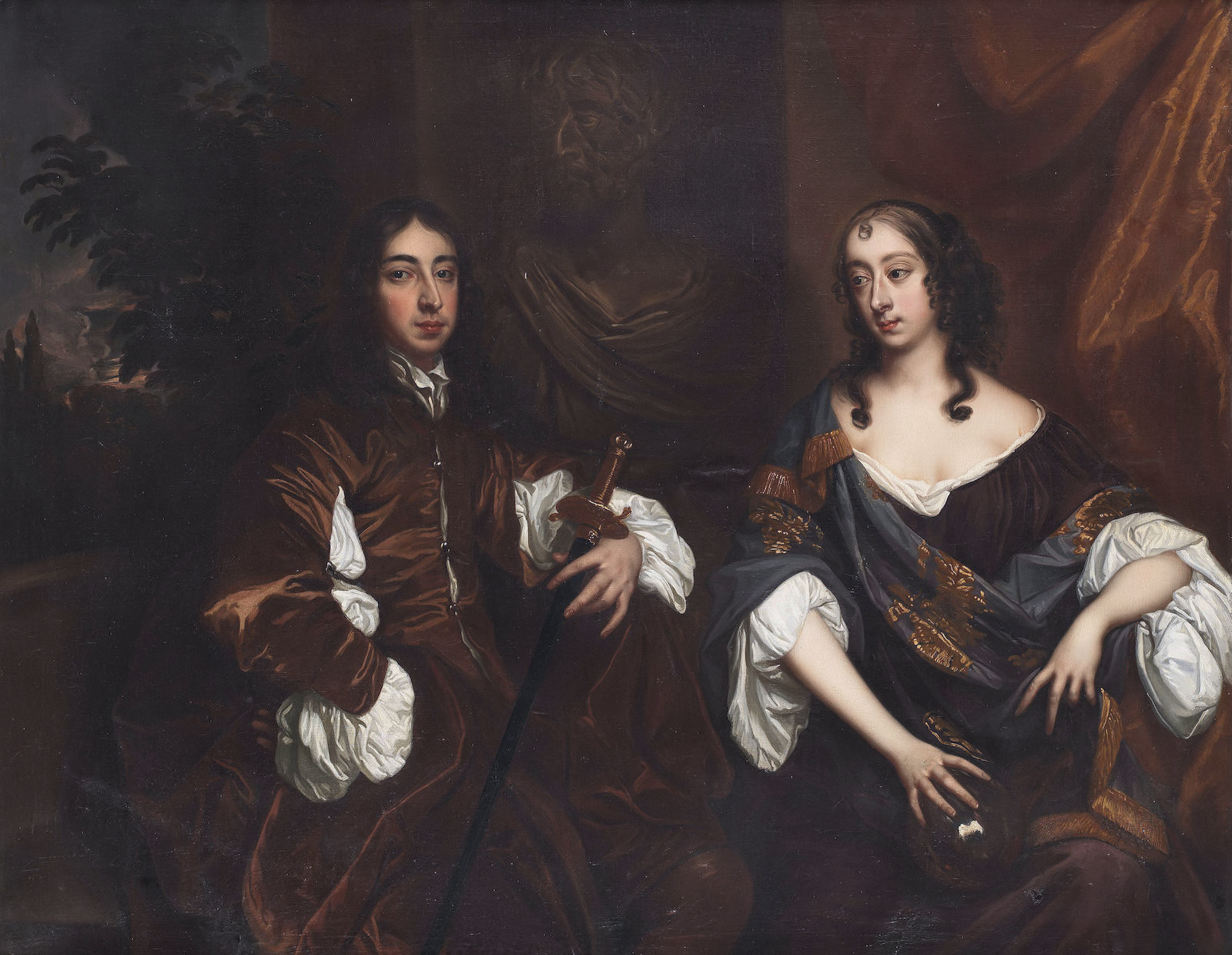
Hrabě z Essexu s manželkou Elizabeth, rozenou Percy (portrét z dílny Petera Lelyho)

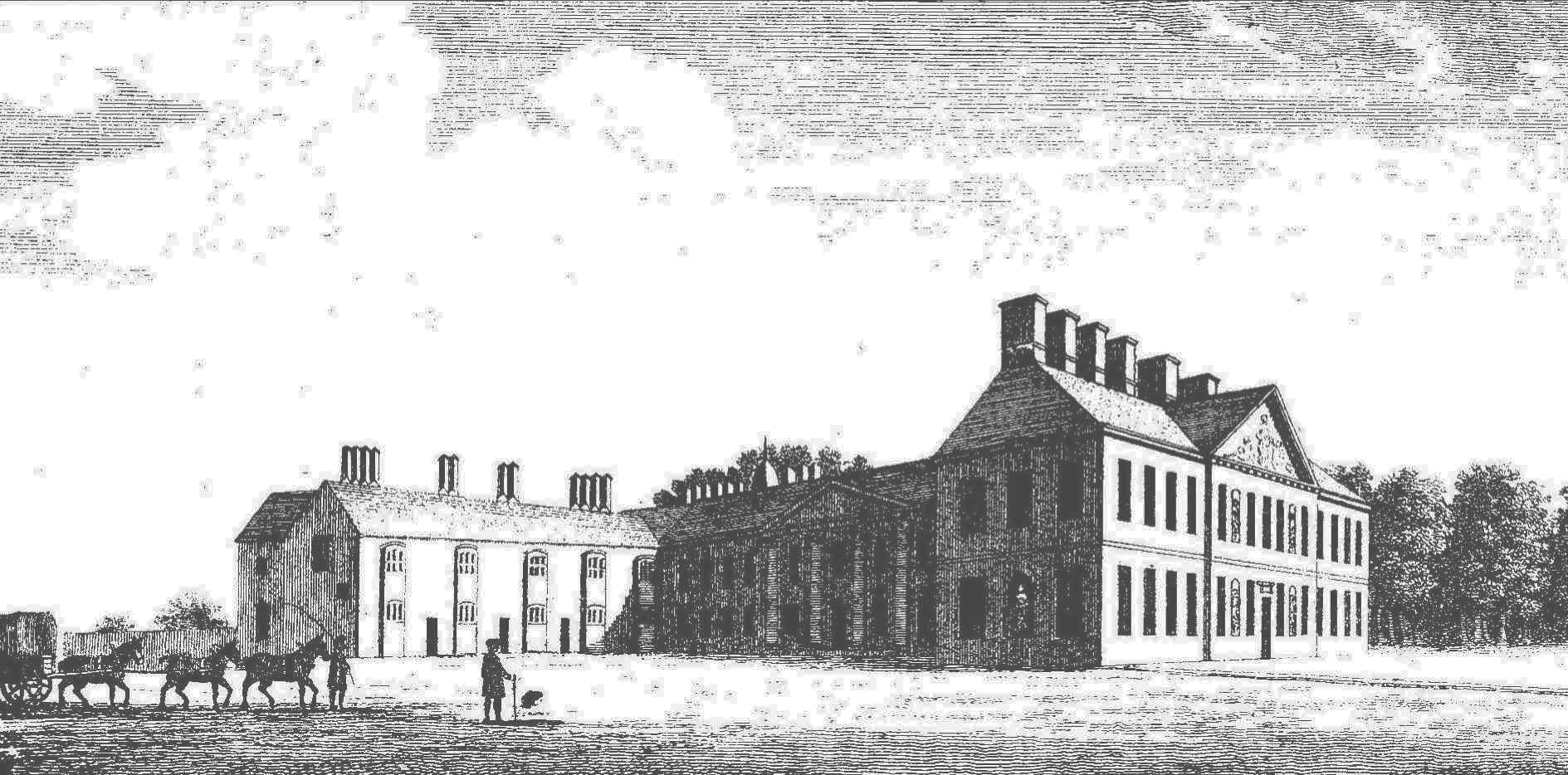
Zámek Cassiobury House (Hertfordshire) na rytině z počátku 18. století

Měl původ v londýnské obchodnické rodině povýšené v 16. století do šlechtického stavu a usazené v hrabství Hertfordshire. Narodil se jako starší syn Arthura Capella, 1. barona z Hadhamu (1604–1648), po matce Elizabeth, rozené Morrison (1610–1661), byl dědicem panství Cassiobury House v Hertfordu. Za občanské války byl zajat republikánskou armádou generála Fairfaxe a jako rukojmí měl umožnit prolomení obrany Colchesteru, které jako stoupenec Karla I. hájil jeho otec. V roce 1660 podpořil obnovení monarchie a v roce 1661 získal titul hraběte z Essexu, mimo jiné s ohledem na zásluhy otce popraveného během občanské války. Od počátku vlády Karla II. se uplatňoval ve veřejném životě, byl mimo jiné lordem-místodržitelem v hrabstvích Hertfordshire (1660–1681) a Wiltshire (1668–1675). Od počátku obnovené monarchie však vystupoval kriticky vůči vzrůstajícímu vlivu katolické církve a upevňování královského absolutismu. V roce 1669 byl mimořádným vyslancem v Dánsku. V letech 1672–1677 zastával funkci místokrále v Irsku, od roku 1672 byl též členem irské Tajné rady. Jako irský místodržitel chápal irské zájmy a bránil se nadměrnému finančnímu tlaku ze strany anglického dvora. V roce 1677 podlehl náporu svých nepřátel a odstoupil, v Anglii se pak přidal k opozici proti vládě hraběte z Danby. V letech 1675–1679 byl též členem výboru Tajné rady pro obchod a kolonie. V roce 1679 byl jmenován členem užší obnovené Tajné rady (Privy Council) a po pádu hraběte z Danby se stal prvním lordem pokladu (First Lord of the Treasury), tedy prvním ministrem. Funkci zastával od března 1679, ale byl odvolán již v listopadu téhož roku. Důvody proměny jeho politických postojů na přelomu 70. a 80. let nejsou zcela zřejmé, ale veřejně se vyjadřoval kriticky k možnosti nástupu katolického krále (pozdější Jakub II.) Essexův otevřený přechod k opozici vyústil v jeho účast na protikrálovském spiknutí známého pod názvem Rye House Plot. V červnu 1683 byl zatčen a uvězněn v Toweru, kde o několik dní později zemřel. Příčina jeho smrti nebyla nikdy zcela objasněna, ale s největší pravděpodobností spáchal sebevraždu. Vynikl jako vlastenecky založený, čestný a spravedlivý státník oddaný trůnu, odmítal politický extremismus a především se vyhýbal obrovské korupci, která byla příznačná pro celou vládu Karla II.
Původním sídlem rodu Capellů byl venkovský zámek Hadham Hall (Hertfordshire), hrabě z Essexu ale po návratu z Irska realizoval v letech 1677–1680 nákladnou přestavbu zámku Cassiobury House (taktéž v hrabství Hertford) zděděného po matce. Zámek Cassiobury House prošel v 18. a 19. století dalšími úpravami, nakonec byl v roce 1927 zbořen kvůli vysokým nákladům na údržbu.
V roce 1653 se oženil s Elizabeth Percy (1636–1717), dcerou 10. hraběte z Northumberlandu. Z jejich manželství se narodilo sedm dětí, z nichž pět synů zemřelo v dětství. Dědicem hraběcího titulu byl nejmladší syn Algernon Capell, 2. hrabě z Essexu (1670–1710), který za války o španělské dědictví dosáhl hodnosti generálporučíka a zastával také funkce u dvora. Dcera Anne (1675–1752) se provdala za vlivného politika 3. hraběte z Carlisle z rodu Howardů.
Arthurův mladší bratr Henry Capell, 1. baron z Tewkesbury (1638–1696) byl v letech 1679–1681 prvním lordem admirality a později místokrálem v Irsku (1695–1696). Jejich sestry se provdaly za významné osobnosti období restaurace Stuartovců, Mary (1630–1714) byla manželkou 1. vévody z Beaufortu, Theodosia (1639–1661) se provdala za 2. hraběte z Clarendonu.